# Liste des monuments historiques de Saint-Dié-des-Vosges
Ce tableau présente la liste de tous les monuments historiques classés ou inscrits dans la ville de Saint-Dié-des-Vosges, dans les Vosges, en France.

## Liste
| Monument                        | Adresse              | Coordonnées                        | Notice                           | Protection     | Date           | Illustration |                                 |
| ------------------------------- | -------------------- | ---------------------------------- | -------------------------------- | -------------- | -------------- | ------------ | ------------------------------- |
| Camp celtique de la Bure        | Saint-Dié-des-Vosges |                                    | 48° 19′ 35″ nord, 6° 56′ 18″ est | « PA00107274 » | Classé Inscrit | 1982 1993    | Camp celtique de la Bure        |
| Cathédrale Saint-Dié            | Saint-Dié-des-Vosges |                                    | 48° 17′ 21″ nord, 6° 57′ 02″ est | « PA00107275 » | Classé         | 1886         | Cathédrale Saint-Dié            |
| Château de Saint-Dié-des-Vosges | Saint-Dié-des-Vosges | 5 rue Saint-Charles                | 48° 17′ 18″ nord, 6° 57′ 04″ est | « PA00107276 » | Inscrit        | 1931         | Château de Saint-Dié-des-Vosges |
| Cure                            | Saint-Dié-des-Vosges | Rue de la Cathédrale               | 48° 17′ 24″ nord, 6° 57′ 03″ est | « PA00107277 » | Inscrit        | 1946         | Cure                            |
| Église Notre-Dame               | Saint-Dié-des-Vosges |                                    | 48° 17′ 23″ nord, 6° 57′ 05″ est | « PA00107278 » | Classé         | 1886         | Église Notre-Dame               |
| Fontaine                        | Saint-Dié-des-Vosges | 14 rue du Nord                     | 48° 17′ 23″ nord, 6° 57′ 03″ est | « PA00107280 » | Inscrit        | 1946         | Fontaine                        |
| Fontaine                        | Saint-Dié-des-Vosges | Place du Chapitre                  | 48° 17′ 24″ nord, 6° 57′ 04″ est | « PA00107279 » | Inscrit        | 1948         | Fontaine                        |
| Maison du Docteur Gauthier      | Saint-Dié-des-Vosges | 91 rue de l'Orme                   | 48° 18′ 12″ nord, 6° 56′ 47″ est | « PA88000040 » | Inscrit Classé | 2004 2005    | Maison du Docteur Gauthier      |
| Manufacture Claude-et-Duval     | Saint-Dié-des-Vosges | Quai du Torrent                    | 48° 17′ 26″ nord, 6° 57′ 02″ est | « PA00107281 » | Classé         | 1988         | Manufacture Claude-et-Duval     |
| Palais de la Galazière          | Saint-Dié-des-Vosges | Place de la Cathédrale             | 48° 17′ 19″ nord, 6° 57′ 04″ est | « PA00107282 » | Classé         | 1933         | Palais de la Galazière          |
| Temple maçonnique               | Saint-Dié-des-Vosges | 64 rue des Travailleurs            | 48° 16′ 35″ nord, 6° 57′ 29″ est | « PA88000005 » | Inscrit        | 1997         | Temple maçonnique               |
| Usine Gantois                   | Saint-Dié-des-Vosges | 25 rue des Quatre Frères Mougeotte | 48° 17′ 00″ nord, 6° 57′ 37″ est | « PA88000053 » | Inscrit        | 2013         | Usine Gantois                   |

## Mobiliers historiques
| Monument historique                                                                                             | Localisation                           | Protection                    | Date de la protection | Référence            | Photo |
| --- | -------------------------------------- | ----------------------------- | --------------------- | -------------------- | ----- |
| cloche | dans l'ancien hôpital                  | classé supprimé               | 1922 1949             | Notice no PM88001115 |       |
| maître-autel avec reliquaire                                                                                    | dans l'église de Notre-Dame-de-Galilée | Inscrit                       | 2008                  | Notice no PM88001746 |       |
| confessionnal                                                                                                   | dans l'église de Notre-Dame-de-Galilée | classé                        | 2008                  | Notice no PM88001181 |       |
| statue du cloître : Vierge à l'Enfant                                                                           | dans l'église de Notre-Dame-de-Galilée | classé                        | 1904                  | Notice no PM88000841 |       |
| cloche | cathédrale de Saint-Dié                | classé                        | 1886                  | Notice no PM88001034 |       |
| verrières : la Légende de saint Dié                                                                             | cathédrale de Saint-Dié                | classé                        | 1886                  | Notice no PM88001033 |       |
| tombeau | cathédrale de Saint-Dié                | classé partiellement supprimé | 1886 1945             | Notice no PM88001112 |       |
| statue funéraire de la comtesse Richilde                                                                        | dans l'église de Notre-Dame-de-Galilée | classé supprimé               | 1886 1949             | Notice no PM88001114 |       |
| retable et prédelle                                                                                             | dans la chapelle Saint-Roch            | classé                        | 1961                  | Notice no PM88000842 |       |
| peintures monumentales : le Duc de Lorraine Simon II et le grand Prévôt Maheu, l'Empereur Henri VI et saint Dié | cathédrale de Saint-Dié                | classé                        | 1886                  | Notice no PM88001110 |       |
| peintures monumentales : la Présentation de la Vierge au temple                                                 | cathédrale de Saint-Dié                | classé                        | 1886                  | Notice no PM88001111 |       |
| tombeau de Burnequin de Parroie                                                                                 | cathédrale de Saint-Dié                | classé                        | 1886                  | Notice no PM88001113 |       |
| cloche | dans l'ancien hôpital                  | classé                        | 1921                  | Notice no PM88000844 |       |
| tableau : la Dormition de la Vierge                                                                             | dans la chapelle Saint-Roch            | classé                        | 1985                  | Notice no PM88000845 |       |